# Crkva Vaznesenja Gospodnjega u Čajniču
Crkva Vaznesenja Gospodnjega je pravoslavna crkva u Čajniču iz 1492. godine. Nalazi se u porti crkve Uspenija Presvete Bogorodice. Pripada dabrobosanskoj mitropoliji Srpske pravoslavne Crkve.
Građevinska cjelina - Crkva Vaznesenja Hristovog i Crkva Uspenja Bogorodičinog u Čajniču tvore nacionalni spomenik Bosne i Hercegovine. Uz objekte stare i nove crkve, u to spadaju i pokretnine:
- zbirka rukopisnih knjiga – 12 knjiga,
- zbirka tiskanih knjiga – 56 knjiga,
- zbirka ikona – 25 ikona.[2]